# Jaume Radigales i Babí
Jaume Radigales i Babí (Barcelona, 1969) és un professor universitari, investigador i crític musical català.
És doctor en Història de l'Art per la Universitat de Barcelona. Professor titular de la Facultat de Comunicació i Relacions Internacionals Blanquerna de la Universitat Ramon Llull, on ha estat professor de Cinema d'Avantguarda i de Música i Audiovisual i on actualment imparteix les assignatures d'Estètica, Narrativa de Gèneres Audiovisuals i Seminari I (Argumentació) i II (Narració), a més de coordinar el Programa de Doctorat. També imparteix docència al Màster La Música com a art interdisciplinar del Departament d'Història de l'Art de la Universitat de Barcelona, on és professor de Dramatúrgia musical i d'Història de l'Òpera. Com a investigador, ha liderat diversos projectes competitius R+D sobre la relació entre la música i la imatge.
Ha estat crític musical de La Vanguardia (2004-2018), la revista Ritmo (1995-2019) i, des del 2019, ho és del diari Ara. Realitza i presenta a Catalunya Música des de l'any 2002 el programa operístic Una tarda a l'òpera, i també ha estat el conductor de les transmissions operístiques que es representen al Gran Teatre del Liceu, així com de les temporades que organitzen els Amics de l'Òpera de Sabadell. Va ser el creador del Dietari operístic (2006-2019), un blog de crítica operística. Té més de quinze llibres divulgatius, acadèmics i d'assaig, i nombrosos articles de temes diversos per a revistes divulgatives, acadèmiques i publicacions especialitzades. Des del 2016, és corresponsable de continguts dels programes de mà del Gran Teatre del Liceu.

## Obres
- El pensament musical de Joan Maragall (Ed. Claret, 1995)
- Els orígens del Gran Teatre del Liceu (Publicacions de l'Abadia de Montserrat, 1998)
- L'òpera. Música, teatre i espectacle (Pòrtic, 1998)
- Música per a la mort. Els rèquiems de Victoria, Mozart, Verdi, Brahms i Britten [ed.] (Cruïlla, 2000)
- Muerte en Venecia. Luchino Visconti (Paidós, 2001)
- Sobre la música. Reflexions a l'entorn de la música i l'audiovisual (Trípodos, 2002)
- Victòria dels Àngels. Una vida pel cant. Un cant a la vida (Pòrtic, 2003)
- Del Walhalla a Jerusalem. Wagner i la política (Angle Editorial, 2005), Premi d'Assaig Idees (2005)
- Mozart a Barcelona. Recepció operística (1798-2006) (Publicacions de l'Abadia de Montserrat, 2006)
- La música en el cinema (Universitat Oberta de Catalunya, 2007)
- (Des)acords. Música i músiques als Països Catalans [ed.] (El cep i la nansa, 2009)
- De Plató a Lady Gaga. Estètica i comunicació de masses [amb Marta Marín] (Universitat Oberta de Catalunya, 2011)
- Cine musical en España. Prospección y estado de la cuestión [ed.] (Trípodos, 2013)
- Una tarda a l'òpera (Huygens, 2015)
- 100 coses que has de saber sobre l'òpera [amb David Puertas] (Cossetània Edicions, 2016)
- El espectáculo operístico (Huygens, 2017)
- Ópera y pantalla [amb Isabel Villanueva] (Cátedra, 2019)
- Jaume Tribó. Memòries d'un apuntador (Huygens, 2021)
- L'òpera catalana: síntesi històrica (Ficta, 2022)
- Antoni Bofill. Un caçador d'imatges al Liceu (Huygens, 2023)